# Kronoberg (ort)
Kronoberg var en av SCB avgränsad och namnsatt småort i Växjö kommun i Kronobergs län. Småorten omfattade  bebyggelse strax norr om Växjö. År 1995 och 2000 klassades Kronoberg som småort av SCB.
Sankt Sigfrids kapell och S:t Sigfrids folkhögskola ligger här.